# Этрейе
Этрейе́ (фр. Étreillers) — коммуна во Франции, находится в регионе Пикардия. Департамент коммуны — Эна. Входит в состав кантона Сен-Кантен-1. Округ коммуны — Сен-Кантен.
Код INSEE коммуны — 02296.

## Население
Население коммуны на 2010 год составляло 1199 человек.
| 1962 | 1968 | 1975 | 1982 | 1990 | 1999 | 2010 |
| ---- | ---- | ---- | ---- | ---- | ---- | ---- |
| 977  | 974  | 1025 | 1053 | 1115 | 1105 | 1199 |

## Экономика
В 2010 году среди 742 человек трудоспособного возраста (15—64 лет) 527 были экономически активными, 215 — неактивными (показатель активности — 71,0 %, в 1999 году было 69,0 %). Из 527 активных жителей работали 474 человека (254 мужчины и 220 женщин), безработных было 53 (23 мужчины и 30 женщин). Среди 215 неактивных 58 человек были учениками или студентами, 95 — пенсионерами, 62 были неактивными по другим причинам.